# グレゴリウス14世 (ローマ教皇)
グレゴリウス14世（Gregorius XIV, 1535年2月11日 - 1591年10月16日）は、ローマ教皇（在位：1590年 - 1591年）。クレモナ出身で本名はニッコロー・スフォンドラーティ（Niccolò Sfondrati）。短い在位期間であったが、スペイン寄りの政治姿勢を示してフランス王アンリ4世を破門した。

## 生涯
ソンマ・ロンバルド生まれの教皇は、1590年12月5日にウルバヌス7世の後を継いだ。彼は既に修道者として高い評価を得ていた。にもかかわらず在位期間が短かったため、特に大きな事件はなかった。特筆すべき一つは、スペイン王フェリペ2世とマイエンヌ公シャルル・ド・ロレーヌの強い勧めを受けてフランスのアンリ4世を異端・迫害者として破門したことである。教皇はさらにフランスへの侵攻を準備させた。フランスではこの行動は歴代の教皇らがとってきたフランスとスペインのバランスをとる政策の放棄とみられた。教皇は選出時にスペイン枢機卿団の後押しをうけた事実があったため、当然反フランス的行動もスペインよりのものと考えられた。
教皇は、スペインによるフィリピン統治にも関与し、1591年、スペイン人によるフィリピン先住民の奴隷的な処遇を停止するように命じ、従わない場合には破門するとした。これはこの2年前、1589年、フェリペ2世による王室令を踏まえたものである。フィリピンに限らないが、ヨーロッパ、特にカトリック国の、アメリカ大陸・アジア等への外国進出に、歴代の教皇は強い影響力を有していたが、形式的とはいえ、グレゴリウス14世が、先住民の権利、自由への配慮を命じたことは特筆される。
1591年には、教皇は大赦の布告文を発するが、日本の長崎のかくれキリシタンが伝承してきた「ドソンのオラショ」は、この布告文に基づく祈りとされている。ドソンとはルソンのことで、フィリピンから来訪したカトリック宣教師が、この布告文をもたらした可能性が高い。
伝記によれば、教皇は時々笑い出して止まらなくなることがあったようである。自身の戴冠式でもその癖が出たという。教皇が70gもあったという胆石が原因で死去すると、その後をインノケンティウス9世が継いだ。